# (986) Amelia
(986) Amelia – planetoida z pasa głównego asteroid okrążająca Słońce w ciągu 5 lat i 207 dni w średniej odległości 3,14 au. Została odkryta 19 października 1922 roku Observatorio Fabra w Barcelonie przez Josepa Comasa Solę. Nazwa pochodzi od imienia żony odkrywcy. Przed nadaniem nazwy planetoida nosiła oznaczenie tymczasowe (986) 1922 MQ.